# Робърт Бърн
Робърт Бърн (на английски: Robert Eugene Byrne) е водещ американски шахматист, международен гросмайстор и автор на шахматна литература. Спечелва първенството на САЩ през 1972 и турнирът на кандидатите за световната титла през 1974. Представя САЩ на девет шахматни олимпиади от 1952 до 1976 и спечелва седем медала. Поддържа шахматната колонка в „Ню Йорк Таймс“ от 1972 до 2006, като последната подготвена от него колонка е публикувана на 12 ноември 2006 (в нея се разказва за победата му над Давид Бронщайн през 1952). От години не е активен състезател.

## Ранни години
Робърт и неговия по-малък брат Доналд израстват в Ню Йорк и са сред „децата на Колинс“ т.е. обещаващи млади играчи, които са обучавани и насърчавани от Джон У. Колинс. Накрая двамата стават колежански професори и част от водещите шахматисти в страната си. Те са част от талантливо ново поколение млади американски шахматисти, което включва съща Лари Еванс, Артър Бизгуайър и Джордж Крамер.
Първия майсторски турнир на Робърт Бърн е през 1945 във Вентнор Сити, щата Ню Джърси, където постига порядъчен резултат от 4/9 т и осмо място; победител е Уийвър Адамс. Заема 1-2 м. в секцията „Premier Reserves“ на Откритото първенство по шахмат на САЩ в Питсбърг през 1946. Ученето в колеж ограничава шахматните му изяви през следващите години. През 1950 представя САЩ в радио-мач срещу Югославия. На следващата година в Ню Йорк, на мемориалния турнир „Maurice Wertheim“, Бърн постига резултат от 6/11 т. и заема 6-7 м.; турнирът е гросмайсторски, проведен е по кръговата система, включва шест от най-силните 36 шахматисти в света и е спечелен от Самуел Решевски.
Бърн става международен майстор през 1952, в резултат на постиженията му от шахматната олимпиада в Хелзинки същата година (бронзов медал на трета дъска). През 1952 завършва Йейлския университет. След това следва в „Indiana University Bloomington“, за да стане професор по философия и заради академичната кариера му остава малко време за шахмат. Представя САЩ на два отборни мача срещу Съветския съюз в Ню Йорк (1954), където губи от Александър Котов с 1,5:2,5, и Москва (1955) – загуба от Паул Керес с 0,5:3,5.

## Гросмайстор
Бърн заема 4-7 м. на Откритото първенство на САЩ през 1957 с резултат 9/12 и точка зад победителите Боби Фишер и Артур Бизгуйер. Бърн не участва в първото си първенство на САЩ до своите 30 години през 1958-59, заемайки 9-10 м. с 4/11 т.; победител е Боби Фишер. Бърн подобрява драстично представянето си на следващата година, когато завършва 2-ри с 8/11 т., пред Решевски и Пал Бенкьо, като победител е отново Фишер.
През 1960 Бърн подобрява сериозно игра си, печелейки Откритото първенство на САЩ в Сейнт Луис и завоювайки сребърен медал на трета дъска на шахматната олимпиада в Лайпциг. Слабият резултат от 8-11 м. на първенството на САЩ от 1960-61, със събрани едва 4,5/11 т., е последван от престижното 2-5 м. в Мар дел Плата (1961) с 11,5/15 т. зад победителя Мигел Найдорф. На същата тази южноамериканска обиколка, той доминира на мълък, но силен турнир в Санта Фе с 6,5/7 т. и пред Мирослав Филип, Александър Матанович и Хектор Росето. На първенството на САЩ през 1961-62 поделя 2-3 м. с резултат 7/11 и половин точка зад Лари Еванс. Бърн заема шесто място на следващите две поредни издания на първенството на САЩ, съответно с индивидуален резултат от 6/11 и 5,5/11 т. Първенствата са спечелени от Боби Фишер.
През 1964 г. Бърн завършва на трето място на турнира в Буенос Айрес зад Паул Керес и световния шампион Тигран Вартанович Петросян. Този успех носи на американеца гросмайсторска титла. Бърн поделя 2-3 м. на първенсвото на САЩ през 1965-66 с резултат 7,5/11 т. Победител отново е Фишер, който губи в хода на състезанието партията си срещу Бърн. През 1966 Бърн е победител с Пал Бенкьо в Откритото първенство на САЩ. През 1966-67 с резултат от 4,5/11 поделя 8-10 м. на първенството на САЩ, спечелено от Фишер. Бърн се класира за първия си междузонален турнир в Сус (Тунис), където постига 7,5/22 т.

## Шампион на САЩ и кандидат за световната титла
През късните 60 години на 20 век, Бърн играе шах полупрофесионално. Спечелва първенството на САЩ през 1972. След като завършва на 1-3 м. с Самуел Решевски и Любомир Кавалек в крайното класиране на първенството, Бърн спечелва плейофа проведен между тримата в Чикаго. Американецът постига най-високия резултат в кариерата си на междузоналния турнир през 1973 в Ленинград, където завършва трети с 12,7/17 т. и става ченвъртия американец, след Самуел Решевски, Боби Фишер и Пал Бенкьо, класирал се за турнира на кандидатите. Бърн губи своя първи мач на кандидатския турнир от бившия световен шампион Борис Спаски с 1,5:4,5 в Сан Хуан, Пуерто Рико през 1974.
Като кандидат от 1974, Бърн директно се класира за междузоналния турнир през 1976 в Бил, където се представя силно, но пропуска плейофа заради половин точка по-малко, след като завършва на 5-6 м. с 11,5/17 т.